# Ducat de Torí
El ducat de Torí va ser un dels ducats establerts pels llombards a Itàlia, centrat a Torí. Hi ha molt poca informació sobre els seus assumptes interns, fins i tot sobre a la data de la institució del ducat, que dataria probablement de l'ocupació longobarda de la ciutat (569). Luigi Cibrario va assenyalar que el territori del ducat "acaba en les Rescloses de Val di Susa, i al peu de Mombasso".

## Història

### El segle VI
El primer duc de Torí a ser recordat per Pau el Diaca fou Agilulf, que l'any 591 es va convertir en rei dels llombards després de casar-se uns mesos abans amb Teodolinda de Baviera, vídua del seu predecessor al tron de Pavia, Autari. Agilulf havia agregat al seu palau (Curia Ducis) edificis existents en l'actual Piazza IV di Marzo i que corresponia, potser, l'antiga seu dels magistrats romans. Per voluntat de Teodolinda, Sant Joan Baptista va ser proclamat patró de Torí, i potser en aquest moment es va començar a construir l'església del mateix nom, a la zona que ara acull la catedral i que ja albergava el temple dedicat als màrtirs torinesos Solitori, Aventore i Ottavio.

### El segle VII
A la mort d'Agilulf (616), el tron llombard va passar a Adaloald, el seu fill, sota la regència de Teodolinda. Contra la política de la reina mare, que va tractar de convertir al catolicisme als llombards i va renúncia a noves expansions territorials, es va desenvolupar una revolta entre els ducs, dirigida pel nou duc de Torí, Arioald del llinatge de Caupu. L'oposició d'Arioaldo, principalment actiu en els anys vint del segle vii, es va convertir en rebel·lió oberta l'any 624 i va acabar amb un ràpid creixement dels rebels, que en l'any 626 va enderrocar al seu cunyat (Adaloald, fill d'Agilulf i Teodolinda, era germà de Gundeperga, esposa d'Arioald, nascuda del primer matrimoni de Teodolinda amb Autari).
Després Pau el Diaca recorda al duc Garibald, nomenat pel rei Godepert només ascendir al tron, i enviat a Grimuald duc de Benevent per demanar en nom del rei el seu ajut contra el seu germà Perctarit (amb el que d'acord amb la voluntat del seu pare Aripert I s'havia dividit el regne. Garibald, però, va trair Godepert, instant Grimuald a eliminar els dos germans, i establir-se en el tron. En tornar a Torí, Garibald va morir víctima d'un atemptat.

### Elsegleviii
Uns anys més tard, el duc Ragimpert, fill de Godepert, es va establir en el tron longabard després de derrotar els defensors del rei Luitpert (el regent Ansprand i el duc Rotari de Brèscia) a la batalla de Novara (inicis del 701). Ragimpert va morir al cap d'uns mesos, el mateix 701, deixant el tron al seu fill Aripert II, que havia estat associat al tron longobard i d'Itàlia pel seu pare, i que al seu torn va assumir el títol de duc de Torí.

## Restes longobardes a Torí
Torí tenia una forta presència longobarda entre la gent, no només en les altes esferes del poder. Les excavacions per a la construcció del metropolità subterrani (2004) van treure a la llum una necròpolis llombarda a Collegno, mentre que hi ha altres necròpolis ja conegudes a Sassi i a la Via Nizza, no gaire lluny del lloc on avui es troba el Lingotto.
La regió al voltant de la ciutat es va veure afectada pels assentaments longobards: hi ha vestigis arqueològics (necròpolis de Belmonte) i noms de llocs que mostren una derivació del llenguatge longobard, per exemple, llocs com Superga (o Soperga), Valperga i Lombardore (Castrum Longobardorum).